# 1ª Divisão 1962 (hockey su pista)
La 1ª Divisão 1962 è stata la 24ª edizione del torneo di primo livello del campionato portoghese di hockey su pista. La manifestazione fu disputata tra il 28 aprile e il 19 dicembre 1962. Il titolo è stato conquistato dal Clube Ferroviário, club della città di Maputo allora conosciuta come Lourenço Marques e facente parte dell'Impero portoghese, per la prima volta nella sua storia.

## Stagione

### Formula
La 1ª Divisão 1962 vide ai nastri di partenza trentotto club divisi in otto gironi regionali; ogni girone fu organizzato con un girone all'italiana, con gare di andata e ritorno. Erano assegnati tre punti per l'incontro vinto e due punti a testa per l'incontro pareggiato, mentre ne era attribuito uno solo per la sconfitta. Al termine della prima fase le migliori otto squadre si qualificarono alla fase finale; la vincitrice venne proclamata campione del Portogallo.

## Prima fase

### Regional do Minho
|  | Pos. | Squadra             | Pt | G | V | N | P | GF | GS | DR |
|  | ---- | ------------------- | -- | - | - | - | - | -- | -- | -- |
|  | 1.   | Famalicense         | ?  |   |   |   |   |    |    |    |
|  | 2.   | Vitória Barcelinhos | ?  |   |   |   |   |    |    |    |
|  | 3.   | Vianense            | ?  |   |   |   |   |    |    |    |
|  | 4.   | Braga               | ?  |   |   |   |   |    |    |    |
|  | 5.   | Callidas Vizela     | ?  |   |   |   |   |    |    |    |

Legenda:
  Qualificato direttamente alla fase finale.
  Qualificato ai play-off.
      Retrocesse in 2ª Divisão 1963.
Note:
Tre punti a vittoria, due a pareggio, uno a sconfitta.

### Regional do Porto
|  | Pos. | Squadra                  | Pt | G  | V | N | P | GF | GS | DR |
|  | ---- | ------------------------ | -- | -- | - | - | - | -- | -- | -- |
|  | 1.   | Espinho                  | 50 | 18 |   |   |   |    |    |    |
|  | 2.   | Académica                | 43 | 18 |   |   |   |    |    |    |
|  | 3.   | Infante de Sagres        | 41 | 18 |   |   |   |    |    |    |
|  | 4.   | Sanjoanense              | 37 | 18 |   |   |   |    |    |    |
|  | 5.   | Educação Fisica Do Norte | 34 | 18 |   |   |   |    |    |    |
|  | 6.   | Estrela                  | 32 | 18 |   |   |   |    |    |    |
|  | 7.   | Porto                    | 31 | 18 |   |   |   |    |    |    |
|  | 8.   | Valongo                  | 30 | 18 |   |   |   |    |    |    |
|  | 9.   | Escola Livre             | 28 | 18 |   |   |   |    |    |    |
|  | 10.  | Leixões                  | 18 | 18 |   |   |   |    |    |    |

Legenda:
  Qualificato direttamente alla fase finale.
  Qualificato ai play-off.
      Retrocesse in 2ª Divisão 1963.
Note:
Tre punti a vittoria, due a pareggio, uno a sconfitta.

### Regional do Centro
|  | Pos. | Squadra           | Pt | G | V | N | P | GF | GS | DR |
|  | ---- | ----------------- | -- | - | - | - | - | -- | -- | -- |
|  | 1.   | Termas            | 16 | 6 | 5 | 0 | 1 |    |    |    |
|  | 2.   | Conimbricense     | 14 | 6 | 4 | 0 | 2 |    |    |    |
|  | 3.   | Minas Panasqueira | 10 | 6 | 2 | 0 | 4 |    |    |    |
|  | 4.   | Galitos           | 8  | 6 | 1 | 0 | 5 |    |    |    |

Legenda:
  Qualificato direttamente alla fase finale.
  Qualificato ai play-off.
      Retrocesse in 2ª Divisão 1963.
Note:
Tre punti a vittoria, due a pareggio, uno a sconfitta.

### Regional do Leira
|  | Pos. | Squadra                   | Pt | G | V | N | P | GF | GS | DR |
|  | ---- | ------------------------- | -- | - | - | - | - | -- | -- | -- |
|  | 1.   | Pataiense                 | ?  |   |   |   |   |    |    |    |
|  | 2.   | Ginásio Clube de Alcobaça | ?  |   |   |   |   |    |    |    |
|  | 3.   | Sporting Clube Leiriense  | ?  |   |   |   |   |    |    |    |

Legenda:
  Qualificato direttamente alla fase finale.
  Qualificato ai play-off.
      Retrocesse in 2ª Divisão 1963.
Note:
Tre punti a vittoria, due a pareggio, uno a sconfitta.

### Regional do Santarém
|  | Pos. | Squadra        | Pt | G | V | N | P | GF | GS | DR |
|  | ---- | -------------- | -- | - | - | - | - | -- | -- | -- |
|  | 1.   | Rossiense      | ?  |   |   |   |   |    |    |    |
|  | 2.   | Sporting Tomar | ?  |   |   |   |   |    |    |    |

Legenda:
  Qualificato direttamente alla fase finale.
  Qualificato ai play-off.
      Retrocesse in 2ª Divisão 1963.
Note:
Tre punti a vittoria, due a pareggio, uno a sconfitta.

### Regional do Sul
|  | Pos. | Squadra          | Pt | G  | V  | N | P  | GF  | GS  | DR  |
|  | ---- | ---------------- | -- | -- | -- | - | -- | --- | --- | --- |
|  | 1.   | Benfica          | 63 | 22 | 20 | 1 | 1  | 100 | 29  | +71 |
|  | 2.   | Sporting CP      | 54 | 22 | 15 | 2 | 5  | 68  | 30  | +38 |
|  | 3.   | Sintra           | 51 | 22 | 13 | 3 | 6  | 62  | 36  | +26 |
|  | 4.   | Oeiras           | 47 | 22 | 10 | 5 | 7  | 63  | 38  | +25 |
|  | 5.   | Campo de Ourique | 47 | 22 | 11 | 3 | 8  | 67  | 49  | +18 |
|  | 6.   | CUF Barreiro     | 46 | 22 | 12 | 0 | 10 | 65  | 65  | 0   |
|  | 7.   | Paço de Arcos    | 45 | 22 | 10 | 3 | 9  | 72  | 70  | +2  |
|  | 8.   | Cascais          | 44 | 22 | 10 | 2 | 10 | 82  | 68  | +14 |
|  | 9.   | Belenenses       | 39 | 22 | 8  | 1 | 13 | 41  | 54  | -13 |
|  | 10.  | CF Benfica       | 39 | 22 | 8  | 1 | 13 | 50  | 71  | -21 |
|  | 11.  | Lisgas           | 31 | 22 | 3  | 3 | 16 | 49  | 111 | -62 |
|  | 12.  | Mundet           | 22 | 22 | 0  | 0 | 22 | 31  | 129 | -98 |

Legenda:
  Qualificato direttamente alla fase finale.
  Qualificato ai play-off.
      Retrocesse in 2ª Divisão 1963.
Note:
Tre punti a vittoria, due a pareggio, uno a sconfitta.

### Regional do Acores
|  | Pos. | Squadra       | Pt | G | V | N | P | GF | GS | DR |
|  | ---- | ------------- | -- | - | - | - | - | -- | -- | -- |
|  | 1.   | Ponta Delgada | ?  |   |   |   |   |    |    |    |

Legenda:
  Qualificato direttamente alla fase finale.
  Qualificato ai play-off.
      Retrocesse in 2ª Divisão 1963.
Note:
Tre punti a vittoria, due a pareggio, uno a sconfitta.

### Rappresentate do ultramarino
|  | Pos. | Squadra           | Pt | G | V | N | P | GF | GS | DR |
|  | ---- | ----------------- | -- | - | - | - | - | -- | -- | -- |
|  | 1.   | Clube Ferroviário | ?  |   |   |   |   |    |    |    |

Legenda:
  Qualificato direttamente alla fase finale.
  Qualificato ai play-off.
      Retrocesse in 2ª Divisão 1963.
Note:
Tre punti a vittoria, due a pareggio, uno a sconfitta.

## Play-off

### Zona norte

#### Primo turno
| Squadra 1                | Totale | Squadra 2           | Gara 1 | Gara 2 | Gara 3 |
| ------------------------ | ------ | ------------------- | ------ | ------ | ------ |
| Famalicense              | 3 - 16 | Infante de Sagres   | 2 - 3  | 1 - 13 |        |
| Educação Fisica Do Norte | 9 - 3  | Vitória Barcelinhos | 5 - 0  | 4 - 3  |        |
| Termas                   | 2 - 9  | Académica           | 1 - 5  | 1 - 4  |        |
| Conimbricense            | n.d.   | Sanjoanense         |        |        |        |

#### Secondo turno
| Squadra 1         | Totale | Squadra 2                | Gara 1 | Gara 2 | Gara 3 |
| ----------------- | ------ | ------------------------ | ------ | ------ | ------ |
| Infante de Sagres | 8 - 2  | Educação Fisica Do Norte | 3 - 0  | 5 - 2  |        |
| Académica         | 8 - 4  | Sanjoanense              | 0 - 1  | 4 - 3  | 4 - 0  |

- Infante de Sagres e Académica qualificate alla fase finale.

### Zona sul

#### Primo turno
| Squadra 1        | Totale | Squadra 2                 | Gara 1 | Gara 2 | Gara 3 |
| ---------------- | ------ | ------------------------- | ------ | ------ | ------ |
| Pataiense        | ? - ?  | Sintra                    | ? - ?  | 0 - 7  |        |
| Oeiras           | ? - ?  | Ginásio Clube de Alcobaça | 12 - 0 | ? - ?3 |        |
| Rossiense        | 1 - 4  | Sporting CP               | 0 - 1  | 1 - 3  |        |
| Campo de Ourique | 11 - 4 | Sporting Tomar            | 6 - 1  | 5 - 3  |        |

#### Secondo turno
| Squadra 1   | Totale | Squadra 2        | Gara 1 | Gara 2 | Gara 3 |
| ----------- | ------ | ---------------- | ------ | ------ | ------ |
| Sintra      | 6 - 7  | Oeiras           | 3 - 1  | 1 - 3  | 2 - 3  |
| Sporting CP | 4 - 1  | Campo de Ourique | 2 - 0  | 2 - 1  |        |

- Oeiras e Sporting CP qualificate alla fase finale.

## Fase finale
|  | Pos. | Squadra           | Pt | G  | V  | N | P  | GF | GS  | DR  |
|  | ---- | ----------------- | -- | -- | -- | - | -- | -- | --- | --- |
|  | 1.   | Clube Ferroviário | 37 | 14 | 11 | 1 | 2  | 69 | 21  | +48 |
|  | 2.   | Benfica           | 36 | 14 | 10 | 2 | 2  | 58 | 19  | +39 |
|  | 3.   | Académica         | 36 | 14 | 10 | 2 | 2  | 58 | 21  | +37 |
|  | 4.   | Sporting CP       | 32 | 14 | 8  | 2 | 4  | 60 | 28  | +32 |
|  | 5.   | Oeiras            | 25 | 14 | 5  | 1 | 8  | 36 | 42  | -6  |
|  | 6.   | Infante de Sagres | 23 | 14 | 4  | 1 | 9  | 36 | 45  | -9  |
|  | 7.   | Espinho           | 21 | 14 | 3  | 1 | 10 | 22 | 70  | -48 |
|  | 8.   | Ponta Delgada     | 14 | 14 | 0  | 0 | 14 | 11 | 104 | -93 |

Legenda:
      Campione del Portogallo.
Note:
Due punti a vittoria, uno a pareggio, zero a sconfitta.